# Bảo Toàn
Bảo Toàn là một xã thuộc huyện Bảo Lạc, tỉnh Cao Bằng, Việt Nam.

## Địa lý
Xã Bảo Toàn nằm ở cực tây của huyện Bảo Lạc, có vị trí địa lý:
- Phía đông giáp xã Thượng Hà
- Phía tây giáp huyện Bảo Lâm
- Phía nam giáp huyện Bảo Lâm và xã Hồng Trị
- Phía bắc giáp xã Cốc Pàng.

Xã Bảo Toàn có diện tích 65,58 km², dân số năm 2019 là 2.923 người, mật độ dân số đạt 45 người/km².

## Lịch sử
Sau năm 1975, Bảo Toàn là một xã thuộc huyện Bảo Lạc.
Đến năm 2019, xã Bảo Toàn được chia thành 11 xóm: Cốc Chom, Cốc Lùng, Khuổi Bốc, Khuổi Pết, Khuổi Rặp, Bản Lũng, Nà Ròa, Nà Ngàm, Nà Xiêm, Pa Tán, Bản Rùng.
Ngày 9 tháng 9 năm 2019, sáp nhập xóm Bản Rùng vào xóm Nà Xiêm, sáp nhập một phần xóm Nà Ròa vào xóm Khuổi Bốc, sáp nhập xóm Khuổi Rặp vào phần còn lại của xóm Nà Ròa, sáp nhập một phần xóm Khuổi Pết vào hai xóm Cốc Lùng và Cốc Chom, sáp nhập xóm Nà Ngàm và 1 hộ còn lại của xóm Khuổi Pết vào xóm Bản Lũng.

## Hành chính
Xã Bảo Toàn được chia thành 7 xóm: Bản Lũng, Cốc Chom, Cốc Lùng, Khuổi Bốc, Nà Ròa, Nà Xiêm, Pa Tán.